# Fulko von Guînes
Fulko von Guines († um 1125) war Kreuzfahrer und erster Herr von Beirut.
Er war der zweitgeborene Sohn des Grafen Balduin I. von Guines (Haus Guînes) und dessen Gattin Adele (oder Christine) von Holland, Tochter des Grafen Florens I.
Er war ein Vetter dritten Grades des Eustach III. von Boulogne und Neffe dritten Grades des Robert II. von Flandern. Wahrscheinlich begleitete er beide auf dem Ersten Kreuzzug ins Heilige Land. 1110 erhielt er dort von seinem Vetter dritten Grades, König Balduin I. von Jerusalem, die neu errichtete Herrschaft Beirut als Lehen.
Er starb um das Jahr 1125 und wurde in Beirut bestattet. Nach seinem Tod fiel das Lehen an den König zurück, der es an Walter I. Brisebarre vergab.